# 練任

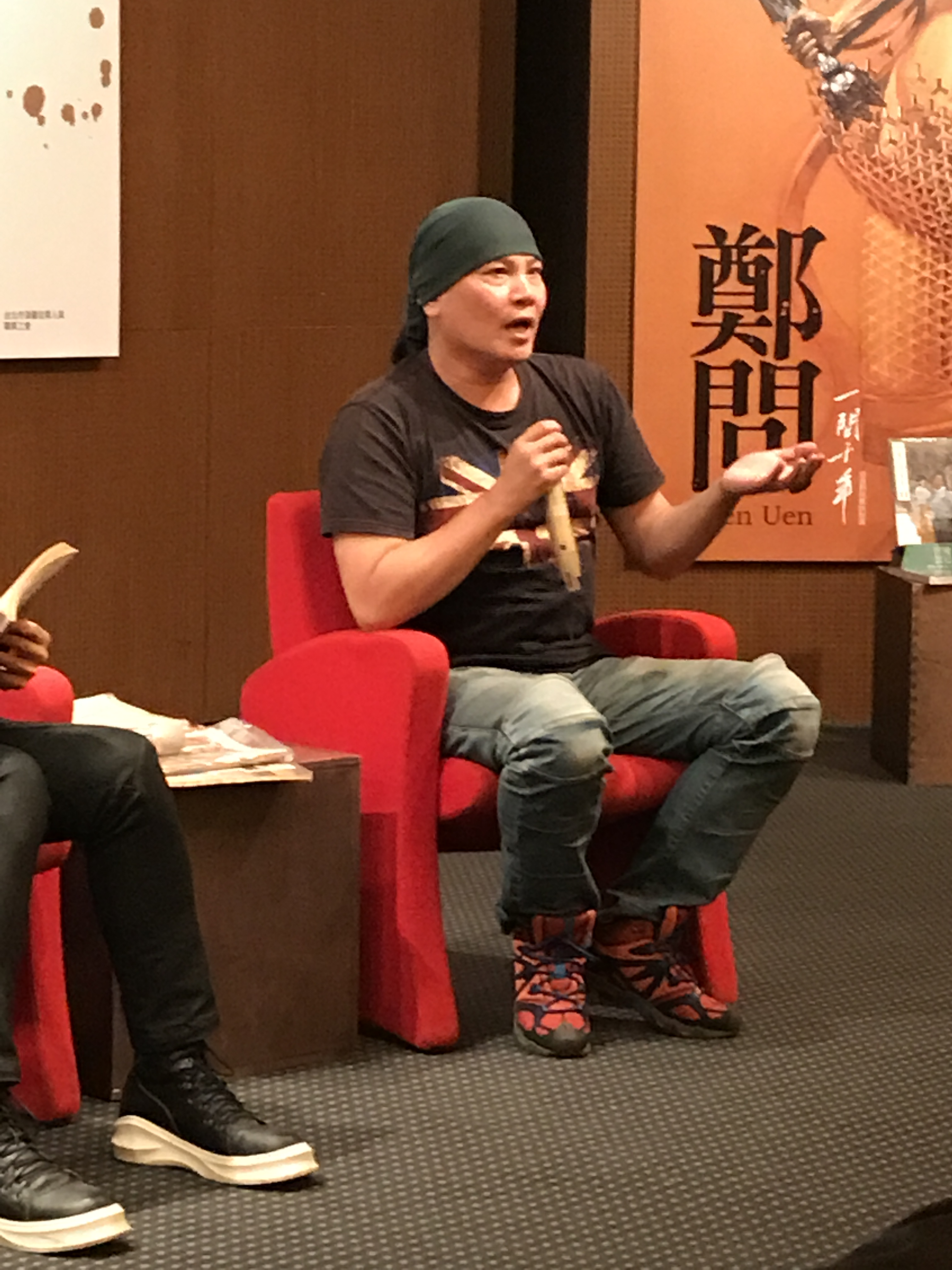
練任

練任（1968年－）是台灣的漫畫家，本名練顏任，復興商工美工科畢業。其漫畫走寫實風格，代表作為《阿凱加油》、《風靡一世》、《校園封神榜》。最近正在連載作品《大唐玄筆錄》。

## 簡歷
- 1986年-復興美工畢業後經學長漫畫家大肥貓（曾煥勤）介紹認識漫畫家曾正忠，同年與漫畫家朱鴻琦結識，共組巨斧工作室協助連載《歡樂漫畫半月刊》上的〈馬桶實驗室〉。
- 1987年-於《流行騎士月刊》刊登2回〈瘋子阿狼〉漫畫。

- 1992年 - 以〈校園封神榜〉連載於《龍少年》月刊。

## 人物

### 漫畫界發展
練任曾經擔任曾正忠及鄭問的助手。1992年，他以〈校園封神榜〉連載於《龍少年》月刊，正式出道。1994年，他在《週刊少年Magazine》增刊號發表《風靡一世》短篇。
1996年至1999年期間，練任從事各類小說及遊戲軟體插畫。

### 遊戲界發展
《龍少年》休刊後，練任由漫畫界轉向遊戲界發展。
2000年，練任擔任台灣夢工廠科技創意總監。2004年，他以〈臺灣少年酷米可〉刊載於《少年臺灣》雜誌。2002年至2003年期間，他曾任尚風科技3D美術總監及導演製作遊戲片頭（包括昱泉國際<笑傲江湖>、<流星蝴蝶劍>、<風雲>，華義國際<天下無雙>，中華網龍<金庸群俠傳2>)。此外，他分別在2003－2006年以及2009年，擔任華義國際《81Key》和樂陞科技的美術總監。
2010年，練任繪製喬靖夫小說《武道狂之詩》1~3集封面插畫設定。2013年，他於上海《卡通王》連載〈大唐玄筆錄〉。翌年，他於香港《殺手漫畫》刊登《獵命師online》前導漫畫。

## 作品一覽

### 短篇漫畫
- 臺灣少年酷米可第六回 - 豐富：臺灣什麼都有

### 長篇漫畫
- 校園封神榜
- 風靡一世
- 阿凱加油
- 大唐玄筆錄（原動力文化）[1]

### 單行本
- 校園封神榜（全2集）[1]
- 風靡一世（全1集）
- 阿凱加油（全2集）

### 插畫及角色設定
- 黃易小說《覆雨翻雲》的角色插畫設定（1994年）
- 黃易小說《大唐雙龍傳》的角色插畫設定（1996年）
- 美思捷達（Magitech）旗下《制覇三國》、《制覇三國2》、《武田信玄3》、《Strength & Honour2》角色設定（2006年至2008年）
- 九把刀小說《獵命師傳奇》13~16集封面插畫設定（2008年）
- 遊戲《天命奇御》角色繪製（2018年）

## 外部連結
- Facebook 粉絲團《練功坊》

- 練任、劉明昆幫「新西遊記」跨刀繪新圖 （页面存档备份，存于）